# Vstupní draft NHL 2006
Vstupní draft NHL 2006 byl 44. vstupním draftem v historii NHL. Konal se v General Motors Place ve Vancouveru, v Britské Kolumbii, v Kanadě 24. a 25. června 2006.

## Nejlepší vyhlídky měli
Zdroj: Centrální úřad skautingu NHL (konečné hodnocení).

### Hráči v poli
|    | Severoameričené              | Evropané                        |
| -- | ---------------------------- | ------------------------------- |
| 1  | Erik Johnson (Obránce)       | Nicklas Bäckström (Centr)       |
| 2  | Jordan Staal (Centr)         | Michael Frolík (Pravé křídlo)   |
| 3  | Jonathan Toews (Centr)       | Jiří Tlustý (Levé křídlo)       |
| 4  | Phil Kessel (C/PK)           | Jurij Alexandrov (Obránce)      |
| 5  | Derick Brassard (Centr)      | Tomáš Káňa (Centr)              |
| 6  | Peter Mueller (Centr)        | Artěm Anisimov (Centr)          |
| 7  | Bryan Little (Centr)         | Alexandr Vasjunov (Levé křídlo) |
| 8  | Chris Stewart (Pravé křídlo) | Patrik Berglund (Centr)         |
| 9  | James Sheppard (C/LK)        | Andrej Popov (Pravé křídlo)     |
| 10 | Cory Emmerton (LK/C)         | Jonas Ahnelov (Obránce)         |

### Brankáři
|   | Severoameričené  | Evropané        |
| - | ---------------- | --------------- |
| 1 | Jonathan Bernier | Jhonas Enroth   |
| 2 | Leland Irving    | Semjon Varlamov |
| 3 | Jeff Zatkoff     | Reto Berra      |

## Výběry v draftu
Výběry v jednotlivých kolech:
- 1. kolo
- 2. kolo
- 3. kolo
- 4. kolo
- 5. kolo
- 6. kolo
- 7. kolo

### 1. kolo
| #  | Hráč                           | Národnost | Tým NHL                                        | Vysokoškolský/juniorský/evropský tým          |
| -- | ------------------------------ | --------- | ---------------------------------------------- | --------------------------------------------- |
| 1  | Erik Johnson (Obránce)         | USA       | St. Louis Blues                                | US National Team Development Program (NAHL)   |
| 2  | Jordan Staal (Centr)           | Kanada    | Pittsburgh Penguins                            | Peterborough Petes (OHL)                      |
| 3  | Jonathan Toews (Centr)         | Kanada    | Chicago Blackhawks                             | University of North Dakota (WCHA)             |
| 4  | Nicklas Bäckström (Centr)      | Švédsko   | Washington Capitals                            | Brynäs IF (Švédsko)                           |
| 5  | Phil Kessel (C/PK)             | USA       | Boston Bruins                                  | University of Minnesota Golden Gophers (WCHA) |
| 6  | Derick Brassard (Centr)        | Kanada    | Columbus Blue Jackets                          | Drummondville Voltigeurs (QMJHL)              |
| 7  | Kyle Okposo (Pravé křídlo)     | USA       | New York Islanders                             | Des Moines Buccaneers (USHL)                  |
| 8  | Peter Mueller (Centr)          | USA       | Phoenix Coyotes                                | Everett Silvertips (WHL)                      |
| 9  | James Sheppard (C/LK)          | Kanada    | Minnesota Wild                                 | Cape Breton Screaming Eagles (QMJHL)          |
| 10 | Michael Frolík (Pravé křídlo)  | Česko     | Florida Panthers                               | HC Rabat Kladno (Česko)                       |
| 11 | Jonathan Bernier (Brankář)     | Kanada    | Los Angeles Kings                              | Lewiston Maineiacs (QMJHL)                    |
| 12 | Bryan Little (Centr)           | Kanada    | Atlanta Thrashers                              | Barrie Colts (OHL)                            |
| 13 | Jiří Tlustý (Levé křídlo)      | Česko     | Toronto Maple Leafs                            | HC Rabat Kladno (Česko)                       |
| 14 | Michael Grabner (Pravé křídlo] | Rakousko  | Vancouver Canucks                              | Spokane Chiefs (WHL)                          |
| 15 | Riku Helenius (Brankář)        | Finsko    | Tampa Bay Lightning                            | Ilves-Hockey (SM-l)                           |
| 16 | Ty Wishart (Obránce)           | Kanada    | San Jose Sharks (z Montrealu)                  | Prince George Cougars (WHL)                   |
| 17 | Trevor Lewis (Centr)           | USA       | Los Angeles Kings (z Edmontonu přes Minnesota) | Des Moines Buccaneers (USHL)                  |
| 18 | Chris Stewart (Pravé křídlo)   | Kanada    | Colorado Avalanche                             | Kingston Frontenacs (OHL)                     |
| 19 | Mark Mitera (Levé křídlo)      | Kanada    | Anaheim Ducks                                  | University of Michigan (CCHA)                 |
| 20 | David Fischer (Obránce)        | USA       | Montreal Canadiens (ze San Jose)               | Apple Valley High School (USHS-MN)            |
| 21 | Bob Sanguinetti (Obránce)      | USA       | New York Rangers                               | Owen Sound Attack (OHL)                       |
| 22 | Claude Giroux (Pravé křídlo)   | Kanada    | Philadelphia Flyers                            | Gatineau Olympiques (QMJHL)                   |
| 23 | Semjon Varlamov (Brankář)      | Rusko     | Washington Capitals (z Nashvillu)              | Lokomotiv Jaroslavl (Rusko)                   |
| 24 | Dennis Persson (Obránce)       | Švédsko   | Buffalo Sabres                                 | Västerås Hockey (Švédsko)                     |
| 25 | Patrik Berglund (Centr)        | Švédsko   | St. Louis Blues (z New Jersey)                 | Västerås Hockey (Švédsko)                     |
| 26 | Leland Irving (Brankář)        | Kanada    | Calgary Flames                                 | Everett Silvertips (WHL)                      |
| 27 | Ivan Višněvskij (Obránce)      | Rusko     | Dallas Stars                                   | Rouyn-Noranda Huskies (QMJHL)                 |
| 28 | Nick Foligno (Levé křídlo)     | USA       | Ottawa Senators                                | Sudbury Wolves (OHL)                          |
| 29 | Chris Summers (Obránce)        | USA       | Phoenix Coyotes (z Detroitu)                   | US National Team Development Program (NAHL)   |
| 30 | Matt Corrente (Obránce)        | Kanada    | New Jersey Devils (z Caroliny přes St. Louis)  | Saginaw Spirit (OHL)                          |

### 2. kolo
| #  | Hráč                             | Národnost | Tým NHL                                                        | Vysokoškolský/juniorský/evropský tým        |
| -- | -------------------------------- | --------- | -------------------------------------------------------------- | ------------------------------------------- |
| 31 | Tomáš Káňa (Centr)               | Česko     | St. Louis Blues                                                | HC Vítkovice (Česko)                        |
| 32 | Carl Sneep (Obránce)             | USA       | Pittsburgh Penguins                                            | Brainerd (USHS-MN)                          |
| 33 | Igor Makarov (Pravé křídlo)      | Rusko     | Chicago Blackhawks                                             | Krylia Sovětov (Rusko)                      |
| 34 | Michal Neuvirth (Brankář)        | Česko     | Washington Capitals                                            | HC Sparta Praha (Česko)                     |
| 35 | François Bouchard (Pravé křídlo) | Kanada    | Washington Capitals (z Bostonu)                                | Baie-Comeau Drakkar (QMJHL)                 |
| 36 | Jamie McGinn (Levé křídlo)       | Kanada    | San Jose Sharks (z Columbusu)                                  | Ottawa 67's (OHL)                           |
| 37 | Jurij Alexandrov (Obránce)       | Rusko     | Boston Bruins                                                  | Severstal Čerepovec (Rusko)                 |
| 38 | Bryce Swan (Pravé křídlo)        | Kanada    | Anaheim Ducks (z New York Islanders přes Vancouver)            | Halifax Mooseheads (QMJHL)                  |
| 39 | Andreas Nodl (Pravé křídlo)      | Rakousko  | Philadelphia Flyers (z Phoenixu)                               | Sioux Falls (USHL)                          |
| 40 | Ondřej Fiala (Centr)             | Česko     | Minnesota Wild                                                 | Everett Silvertips (WHL)                    |
| 41 | Cory Emmerton (C/LK)             | Kanada    | Detroit Red Wings (z Phoenixu přes Florida and Philadelphia)   | Kingston Frontenacs (OHL)                   |
| 42 | Michael Ratchuk (Obránce)        | USA       | Philadelphia Flyers (z Los Angeles)                            | US National Team Development Program (NAHL) |
| 43 | Riley Holzapfel (Centr)          | Kanada    | Atlanta Thrashers                                              | Moose Jaw Warriors (WHL)                    |
| 44 | Nikolaj Kuljemin (Křídlo)        | Rusko     | Toronto Maple Leafs                                            | Metallurg Magnitogorsk (Rusko)              |
| 45 | Jeff Petry (Obránce)             | USA       | Edmonton Oilers                                                | Des Moines Buccaneers (USHL)                |
| 46 | Jhonas Enroth (Brankář)          | Švédsko   | Buffalo Sabres (z Vancouveru)                                  | Södertälje SK (Švédsko)                     |
| 47 | Shawn Matthias (Centr)           | Kanada    | Detroit Red Wings (z Phoenixu přes Tampa Bay and Philadelphia) | Belleville Bulls (OHL)                      |
| 48 | Joey Ryan (Obránce)              | USA       | Los Angeles Kings                                              | Quebec Remparts (QMJHL)                     |
| 49 | Ben Maxwell (Centr)              | Kanada    | Montreal Canadiens                                             | Kootenay Ice (WHL)                          |
| 50 | Milan Lucic (Levé křídlo)        | Kanada    | Boston Bruins (z Edmontonu)                                    | Vancouver Giants (WHL)                      |
| 51 | Nigel Williams (Obránce)         | USA       | Colorado Avalanche                                             | US National Team Development Program (NAHL) |
| 52 | Keith Seabrook (Obránce)         | Kanada    | Washington Capitals (z Anaheimu)                               | Burnaby Express (BCHL)                      |
| 53 | Mathieu Carle (Obránce)          | Kanada    | Montreal Canadiens (ze San Jose)                               | Acadie-Bathurst Titan (QMJHL)               |
| 54 | Artěm Anisimov (Centr)           | Rusko     | New York Rangers                                               | Lokomotiv Jaroslavl (Rusko)                 |
| 55 | Denis Bodrov (Obránce)           | Rusko     | Philadelphia Flyers                                            | HC Lada Togliatti (Rusko)                   |
| 56 | Blake Geoffrion (Levé křídlo)    | USA       | Nashville Predators                                            | US National Team Development Program (NAHL) |
| 57 | Mike Weber (Obránce)             | USA       | Buffalo Sabres                                                 | Windsor Spitfires (OHL)                     |
| 58 | Alexandr Vasjunov (Levé křídlo)  | Rusko     | New Jersey Devils                                              | Lokomotiv Jaroslavl (Rusko)                 |
| 59 | Codey Burki (Centr)              | Kanada    | Colorado Avalanche (z Calgary)                                 | Brandon Wheat Kings (WHL)                   |
| 60 | Jesse Joensuu (Křídlo)           | Finsko    | New York Islanders (z Dallasu)                                 | Ässät (Finsko)                              |
| 61 | Simon Danis-Pepin (Obránce)      | Kanada    | Chicago Blackhawks (z Ottawy)                                  | University of Maine (NCAA)                  |
| 62 | Dick Axelsson (Křídlo)           | Švédsko   | Detroit Red Wings                                              | Huddinge IK (Švédsko)                       |
| 63 | Jamie McBain (Obránce)           | USA       | Carolina Hurricanes                                            | US National Team Development Program (NAHL) |

### 3. kolo
| #  | Hráč                            | Národnost | Tým NHL                                                | Vysokoškolský/juniorský/evropský tým        |
| -- | ------------------------------- | --------- | ------------------------------------------------------ | ------------------------------------------- |
| 64 | Jonas Junland (Obránce)         | Švédsko   | St. Louis Blues                                        | Linköpings HC (Švédsko)                     |
| 65 | Brian Strait (Obránce)          | USA       | Pittsburgh Penguins                                    | US National Team Development Program (NAHL) |
| 66 | Ryan White (Centr)              | Kanada    | Montreal Canadiens (z Chicaga)                         | Calgary Hitmen (WHL)                        |
| 67 | Kirill Tulupov (Obránce)        | Rusko     | New Jersey Devils (z Washingtonu)                      | Alemetjevsk (Rusko)                         |
| 68 | Eric Gryba (Obránce)            | Kanada    | Ottawa Senators (z Bostonu)                            | Green Bay Gamblers (USHL)                   |
| 69 | Steve Mason (Brankář)           | Kanada    | Columbus Blue Jackets                                  | London Knights (OHL)                        |
| 70 | Robin Figren (Křídlo)           | Švédsko   | New York Islanders                                     | Frölunda HC (Švédsko)                       |
| 71 | Brad Marchand (Centr)           | Kanada    | Boston Bruins (z Phoenixu)                             | Halifax Mooseheads (QMJHL)                  |
| 72 | Cal Clutterbuck (Pravé křídlo)  | Kanada    | Minnesota Wild                                         | Oshawa Generals (OHL)                       |
| 73 | Brady Calla (Pravé křídlo)      | Kanada    | Florida Panthers                                       | Everett Silvertips (WHL)                    |
| 74 | Jeff Zatkoff (Brankář)          | USA       | Los Angeles Kings                                      | Miami University (NCAA)                     |
| 75 | Theo Peckham (Obránce)          | Kanada    | Edmonton Oilers (z Atlanty)                            | Owen Sound Attack (OHL)                     |
| 76 | Tony Lagerstrom (Centr)         | Švédsko   | Chicago Blackhawks (z Toronta)                         | Södertälje SK (Švédsko)                     |
| 77 | Vladimir Žarkov (Pravé křídlo)  | Rusko     | New Jersey Devils (z Vancouveru)                       | CSKA Moskva (Rusko)                         |
| 78 | Kevin Quick (Obránce)           | USA       | Tampa Bay Lightning                                    | Salisbury (USHS-CN)                         |
| 79 | Jonathon Matsumoto (Centr)      | Kanada    | Philadelphia Flyers (z Montrealu)                      | Bowling Green University (NCAA)             |
| 80 | Michael Forney (Levé křídlo)    | USA       | Atlanta Thrashers (z Edmontonu)                        | Thief River Falls (USHS-MN)                 |
| 81 | Michael Carman (Centr)          | USA       | Colorado Avalanche                                     | US National Team Development Program (NAHL) |
| 82 | Daniel Rahimi (Obránce)         | Švédsko   | Vancouver Canucks (z Anaheimu)                         | IF Björklöven Jr. (Švédsko)                 |
| 83 | John de Gray (Obránce)          | Kanada    | Anaheim Ducks (ze San Jose přes New York Rangers)      | Brampton Battalion (OHL)                    |
| 84 | Ryan Hillier (Levé křídlo)      | Kanada    | New York Rangers                                       | Halifax Mooseheads (QMJHL)                  |
| 85 | Tom Sestito (Levé křídlo)       | USA       | Columbus Blue Jackets (ze San Jose přes Philadelphia)  | Plymouth Whalers (OHL)                      |
| 86 | Bud Holloway (C/PK)             | Kanada    | Los Angeles Kings (z Nashvillu)                        | Seattle Thunderbirds (WHL)                  |
| 87 | John Armstrong (C/PK)           | Kanada    | Calgary Flames (z Buffala)                             | Plymouth Whalers (OHL)                      |
| 88 | Jonas Ahnelov (Obránce)         | Švédsko   | Phoenix Coyotes (z New York Islanders přes New Jersey) | Frölunda HC (Švédsko)                       |
| 89 | Aaron Marvin (C/K)              | USA       | Calgary Flames                                         | Warroad (USHS-MN)                           |
| 90 | Aaron Snow (Levé křídlo)        | Kanada    | Dallas Stars                                           | Brampton Battalion (OHL)                    |
| 91 | Kaspars Daugavins (Levé křídlo) | Lotyšsko  | Ottawa Senators                                        | HK Riga 2000 (Latpřes)                      |
| 92 | Daniel Larsson (Brankář)        | Švédsko   | Detroit Red Wings                                      | Hammarby IF (Švédsko)                       |
| 93 | Harrison Reed (Pravé křídlo)    | Kanada    | Carolina Hurricanes                                    | Sarnia Sting (OHL)                          |

### 4. kolo
| #   | Hráč                           | Národnost | Tým NHL                                | Vysokoškolský/juniorský/evropský tým                 |
| --- | ------------------------------ | --------- | -------------------------------------- | ---------------------------------------------------- |
| 94  | Ryan Turek (Centr)             | USA       | St. Louis Blues                        | Omaha Lancers (USHL)                                 |
| 95  | Ben Shutron (Obránce)          | Kanada    | Chicago Blackhawks (z Pittsburghu)     | Kingston Frontenacs (OHL)                            |
| 96  | Joseph Palmer (Brankář)        | USA       | Chicago Blackhawks                     | US National Team Development Program (USHL)          |
| 97  | Oskar Osala (Levé křídlo)      | Finsko    | Washington Capitals                    | Mississauga IceDogs (OHL)                            |
| 98  | James DeLory (Obránce)         | Kanada    | San Jose Sharks (z Bostonu)            | Oshawa Generals (OHL)                                |
| 99  | James Reimer (Brankář)         | Kanada    | Toronto Maple Leafs (z Columbusu)      | Red Deer Rebels (WHL)                                |
| 100 | Rhett Rakhshani (Pravé křídlo) | USA       | New York Islanders                     | US National Team Development Program (USHL)          |
| 101 | Joonas Lehtivuori (Obránce)    | Finsko    | Philadelphia Flyers                    | Ilves (Finsko)                                       |
| 102 | Kyle Medvec (Obránce)          | USA       | Minnesota Wild                         | Apple Valley High School (USHS-MN)                   |
| 103 | Michael Caruso (Obránce)       | Kanada    | Florida Panthers                       | Guelph Storm (OHL)                                   |
| 104 | David Květoň (Pravé křídlo)    | Česko     | New York Rangers (z Los Angeles)       | Vsetínská Hokejová (Česko)                           |
| 105 | Niko Snellman (Křídlo)         | Finsko    | Nashville Predators (z Atlanty)        | Ilves (Finsko)                                       |
| 106 | Reto Berra (Brankář)           | Švýcarsko | St. Louis Blues (z Toronta)            | Zurich/Kusnacht (Switzerland)                        |
| 107 | T. J. Miller (Obránce)         | USA       | New Jersey Devils (z Vancouveru)       | Penticton Vees (BCHL)                                |
| 108 | Jase Weslosky (Brankář)        | Kanada    | New York Islanders (z Tampy Bay)       | Sherwood Park Crusaders (AJHL)                       |
| 109 | Jakub Kovář (Brankář)          | Česko     | Philadelphia Flyers (z Montrealu)      | Budějovice Jr. (Česko)                               |
| 110 | Kevin Montgomery (Obránce)     | USA       | Colorado Avalanche (z Edmontonu)       | US National Team Development Program (NAHL)          |
| 111 | Korbinian Holzer (Obránce)     | Německo   | Toronto Maple Leafs (z Colorada)       | EC Bad Tölz (Německo)                                |
| 112 | Matt Beleskey (Levé křídlo)    | Kanada    | Anaheim Ducks                          | Belleville Bulls (OHL)                               |
| 113 | Ben Wright (Obránce)           | Kanada    | Columbus Blue Jackets (ze San Jose)    | Lethbridge Hurricanes (WHL)                          |
| 114 | Niclas Andersen (Obránce)      | Švédsko   | Los Angeles Kings (z New York Rangers) | Leksands IF (Švédsko)                                |
| 115 | Tomáš Marčinko (Centr)         | Slovensko | New York Islanders (z Phoenixu)        | HC Košice (Slovensko)                                |
| 116 | Derrick LaPoint (Obránce)      | USA       | Florida Panthers (z Nashvillu)         | Eau Claire North (USHS-WI)                           |
| 117 | Felix Schutz (Centr)           | Německo   | Buffalo Sabres                         | Saint John Sea Dogs (QMJHL)                          |
| 118 | Hugo Carpentier (Centr)        | Kanada    | Calgary Flames (z New Jersey)          | Rouyn-Noranda Huskies (QMJHL)                        |
| 119 | Doug Rogers (Centr)            | USA       | New York Islanders (z Calgary)         | Saint Sebastian's School (Independent School League) |
| 120 | Richard Bachman (Brankář)      | USA       | Dallas Stars                           | Cushing Academy (USHS-MA)                            |
| 121 | Pierre-Luc Lessard (Obránce)   | Kanada    | Ottawa Senators                        | Gatineau Olympiques (QMJHL)                          |
| 122 | Luke Lynes (C/LK)              | USA       | Washington Capitals (z Detroitu)       | Brampton Battalion (OHL)                             |
| 123 | Bobby Hughes (Centr)           | Kanada    | Carolina Hurricanes                    | Kingston Frontenacs (OHL)                            |

### 5. kolo
| #   | Hráč                           | Národnost | Tým NHL                                | Vysokoškolský/juniorský/evropský tým        |
| --- | ------------------------------ | --------- | -------------------------------------- | ------------------------------------------- |
| 124 | Andy Sackrison (C/LK)          | USA       | St. Louis Blues                        | St. Louis Park (USHS-MN)                    |
| 125 | Chad Johnson (Brankář)         | Kanada    | Pittsburgh Penguins                    | University of Alaska Fairbanks (NCAA)       |
| 126 | Shane Sims (Obránce)           | USA       | New York Islanders (z Chicaga)         | Des Moines Buccaneers (USHL)                |
| 127 | Maxime Lacroix (Levé křídlo)   | Kanada    | Washington Capitals                    | Quebec Remparts (QMJHL)                     |
| 128 | Andrew Bodnarchuk (Obránce)    | Kanada    | Boston Bruins                          | Halifax Mooseheads (QMJHL)                  |
| 129 | Robert Nyholm (Pravé křídlo)   | Finsko    | Columbus Blue Jackets                  | HIFK (Finsko)                               |
| 130 | Brett Bennett (Brankář)        | USA       | Phoenix Coyotes (z New York Islanders) | US National Team Development Program (NAHL) |
| 131 | Martin Látal (Pravé křídlo)    | Česko     | Phoenix Coyotes                        | HC Rabat Kladno (Česko)                     |
| 132 | Niko Hovinen (Brankář)         | Finsko    | Minnesota Wild                         | Jokerit (Finsko)                            |
| 133 | Bryan Pitton (Brankář)         | Kanada    | Edmonton Oilers (z Floridy)            | Brampton Battalion (OHL)                    |
| 134 | David Meckler (Centr)          | USA       | Los Angeles Kings                      | Yale University (NCAA)                      |
| 135 | Alex Kangas (Brankář)          | USA       | Atlanta Thrashers                      | Sioux Falls Stampede (USHL)                 |
| 136 | Nick Sucharski (Levé křídlo)   | Kanada    | Columbus Blue Jackets (z Toronta)      | Michigan State University (NCAA)            |
| 137 | Tomáš Záborský (Křídlo)        | Slovensko | New York Rangers (z Vancouveru)        | HC Dukla Trenčín (Slovensko)                |
| 138 | David McIntyre (Centr)         | Kanada    | Dallas Stars (z Tampy Bay)             | Newmarket Hurricanes (OPJHL)                |
| 139 | Pavel Valentěnko (Obránce)     | Rusko     | Montreal Canadiens                     | HC Neftěchimik Nižněkamsk (Rusko)           |
| 140 | Cody Wild (Obránce)            | USA       | Edmonton Oilers                        | Providence College (NCAA)                   |
| 141 | Kim Johansson (Křídlo)         | Švédsko   | New York Islanders (z Colorada)        | Malmö Jr. (Švédsko)                         |
| 142 | Maxim Frechette (Obránce)      | Kanada    | Columbus Blue Jackets (z Anaheimu)     | Drummondville Voltigeurs (QMJHL)            |
| 143 | Ashton Rome (Pravé křídlo)     | Kanada    | San Jose Sharks                        | Kamloops Blazers (WHL)                      |
| 144 | Martin Nolet (Obránce)         | Kanada    | Los Angeles Kings (z New York Rangers) | Champlain Cougars (QJAAAHL)                 |
| 145 | Jon Rheault (Pravé křídlo)     | USA       | Philadelphia Flyers                    | Providence College (NCAA)                   |
| 146 | Mark Dekanich (Brankář)        | Kanada    | Nashville Predators                    | Colgate University (NCAA)                   |
| 147 | Alex Biega (Obránce)           | Kanada    | Buffalo Sabres                         | Salisbury (USHS-CN)                         |
| 148 | Olivier Magnan (Obránce)       | Kanada    | New Jersey Devils                      | Rouyn-Noranda Huskies (QMJHL)               |
| 149 | Juuso Puustinen (Pravé křídlo) | Finsko    | Calgary Flames                         | KalPa (Finsko)                              |
| 150 | Max Warn (Levé křídlo)         | Finsko    | Dallas Stars                           | HIFK (Finsko)                               |
| 151 | Ryan Daniels (Brankář)         | Kanada    | Ottawa Senators                        | Saginaw Spirit (OHL)                        |
| 152 | Jordan Bendfeld (Obránce)      | Kanada    | Phoenix Coyotes (z Detroitu)           | Medicine Hat Tigers (WHL)                   |
| 153 | Stefan Chaput (Centr)          | Kanada    | Carolina Hurricanes                    | Lewiston Maineiacs (QMJHL)                  |

### 6. kolo
| #   | Hráč                           | Národnost | Tým NHL                          | Vysokoškolský/juniorský/evropský tým        |
| --- | ------------------------------ | --------- | -------------------------------- | ------------------------------------------- |
| 154 | Matthew McCollem (Levé křídlo) | USA       | St. Louis Blues                  | Belmont Hill (Independent School League)    |
| 155 | Peter Aston (Obránce)          | Kanada    | Florida Panthers (z Pittsburghu) | Windsor Spitfires (OHL)                     |
| 156 | Jan-Mikael Juutilainen (Centr) | Finsko    | Chicago Blackhawks               | Jokerit (Finsko)                            |
| 157 | Brent Gwidt (Centr)            | USA       | Washington Capitals              | Lakeland (USHS-WI)                          |
| 158 | Levi Nelson (Centr)            | Kanada    | Boston Bruins                    | Swift Current Broncos (WHL)                 |
| 159 | Jesse Dudas (Obránce)          | Kanada    | Columbus Blue Jackets            | Prince George Cougars (WHL)                 |
| 160 | Andrew MacDonald (Obránce)     | Kanada    | New York Islanders               | Moncton Wildcats (QMJHL)                    |
| 161 | Viktor Stalberg (Levé křídlo)  | Švédsko   | Toronto Maple Leafs (z Phoenixu) | University of Vermont (Hockey East)         |
| 162 | Julian Walker (Křídlo)         | Švýcarsko | Minnesota Wild                   | EHC Basel (Switzerland)                     |
| 163 | Sergej Širokov (Křídlo)        | Rusko     | Vancouver Canucks (z Floridy)    | HC CSKA Moskva (Rusko)                      |
| 164 | Constantin Braun (Levé křídlo) | Německo   | Los Angeles Kings                | Eisbären Berlin (Německo)                   |
| 165 | Jonas Enlund (Centr)           | Finsko    | Atlanta Thrashers                | HIFK (Finsko)                               |
| 166 | Tyler Ruegsegger (Centr)       | USA       | Toronto Maple Leafs              | Shattuck-Saint Mary's                       |
| 167 | Juraj Simek (Levé křídlo)      | Švýcarsko | Vancouver Canucks                | Kloten Flyers (Switzerland)                 |
| 168 | Dane Crowley (Obránce)         | Kanada    | Tampa Bay Lightning              | Swift Current Broncos (WHL)                 |
| 169 | Chris Auger (Centr)            | Kanada    | Chicago Blackhawks (z Montrealu) | Wellington Dukes (OPJHL)                    |
| 170 | Alexandr Bumagin (Levé křídlo) | Rusko     | Edmonton Oilers                  | HC Lada Togliatti (Rusko)                   |
| 171 | Brian Day (Pravé křídlo)       | USA       | New York Islanders (z Colorada)  | Governor Dummer (Independent School League) |
| 172 | Petteri Wirtanen (Centr)       | Finsko    | Anaheim Ducks                    | HPK (Finsko)                                |
| 173 | Stefan Ridderwall (Brankář)    | Švédsko   | New York Islanders (ze San Jose) | Djurgården Jr. (Švédsko)                    |
| 174 | Eric Hunter (Centr)            | Kanada    | New York Rangers                 | Prince George Cougars (WHL)                 |
| 175 | Michael Dupont (Brankář)       | Švýcarsko | Philadelphia Flyers              | Baie-Comeau Drakkar (QMJHL)                 |
| 176 | Ryan Flynn (Pravé křídlo)      | USA       | Nashville Predators              | US National Team Development Program (NAHL) |
| 177 | Mathieu Perreault (Centr)      | Kanada    | Washington Capitals (z Buffala)  | Acadie-Bathurst Titan (QMJHL)               |
| 178 | Tony Romano (Centr)            | USA       | New Jersey Devils                | New York Bobcats (AJHL)                     |
| 179 | Jordan Fulton (Centr)          | USA       | Calgary Flames                   | Breck (USHS-MN)                             |
| 180 | Leo Komarov (Centr)            | Finsko    | Toronto Maple Leafs (z Dallasu)  | Ässät (Finsko)                              |
| 181 | Kevin Koopman (Obránce)        | Kanada    | Ottawa Senators                  | Beaver Valley Nitehawks (KIJHL)             |
| 182 | Jan Muršak (Levé křídlo)       | Slovinsko | Detroit Red Wings                | Budějovice Jr. (Slovensko)                  |
| 183 | Nick Dodge (Pravé křídlo)      | Kanada    | Carolina Hurricanes              | Clarkson University (NCAA)                  |

### 7. kolo
| #   | Hráč                             | Národnost | Tým NHL                               | Vysokoškolský/juniorský/evropský tým |
| --- | -------------------------------- | --------- | ------------------------------------- | ------------------------------------ |
| 184 | Alexander Hellstrom (Obránce)    | Švédsko   | St. Louis Blues                       | IF Björklöven (Švédsko)              |
| 185 | Timo Seppanen (Obránce)          | Finsko    | Pittsburgh Penguins                   | HIFK (Finsko)                        |
| 186 | Peter LeBlanc (C/LK)             | Kanada    | Chicago Blackhawks                    | Hamilton Red Wings (OPJHL)           |
| 187 | Devin DiDiomete (Levé křídlo)    | Kanada    | Calgary Flames (z Washingtonu)        | Sudbury Wolves (OHL)                 |
| 188 | Chris Frank (Obránce)            | USA       | Phoenix Coyotes (z Bostonu)           | Western Michigan University (NCAA)   |
| 189 | Derek Dorsett (Pravé křídlo)     | Kanada    | Columbus Blue Jackets                 | Medicine Hat Tigers (WHL)            |
| 190 | Troy Mattila (Levé křídlo)       | USA       | New York Islanders                    | Springfield Jr. Blues (NAHL)         |
| 191 | Nick Oslund (Pravé křídlo)       | USA       | Detroit Red Wings (z Phoenixu)        | Burnsville (USHS-MN)                 |
| 192 | Chris Hickey (Centr)             | USA       | Minnesota Wild                        | Cretin-Derham Hall (USHS-MN)         |
| 193 | Marc Cheverie (Brankář)          | Kanada    | Florida Panthers                      | Nanaimo Clippers (BCHL)              |
| 194 | Matt Marquardt (Levé křídlo)     | Kanada    | Columbus Blue Jackets (z Los Angeles) | Moncton Wildcats (QMJHL)             |
| 195 | Jesse Martin (Centr)             | Kanada    | Atlanta Thrashers                     | Spruce Grove Saints (AJHL)           |
| 196 | Benn Ferriero (C/PK)             | USA       | Phoenix Coyotes (z Toronta)           | Boston College (NCAA)                |
| 197 | Evan Fuller (Pravé křídlo)       | Kanada    | Vancouver Canucks                     | Prince George Cougars (WHL)          |
| 198 | Denis Kazjonov (Levé křídlo)     | Rusko     | Tampa Bay Lightning                   | HC MVD Balašicha (Rusko)             |
| 199 | Cameron Cepek (Obránce)          | USA       | Montreal Canadiens                    | Portland Winter Hawks (WHL)          |
| 200 | Artūrs Kulda (Obránce)           | Lotyšsko  | Atlanta Thrashers (z Edmontonu)       | CSKA Moskva (Rusko)                  |
| 201 | Billy Sauer (Brankář)            | USA       | Colorado Avalanche                    | University of Michigan (NCAA)        |
| 202 | John McCarthy (Levé křídlo)      | USA       | San Jose (z Anaheimu)                 | Boston University (NCAA)             |
| 203 | Jay Barriball (Útočník)          | USA       | San Jose Sharks                       | Sioux Falls Stampede (USHL)          |
| 204 | Lukáš Zeliska (Centr)            | Slovensko | New York Rangers                      | Třinec Jr. (Slovensko)               |
| 205 | Andrej Popov (Pravé křídlo)      | Rusko     | Philadelphia Flyers                   | Traktor Čeljabinsk (Rusko)           |
| 206 | Viktor Sjodin (Křídlo)           | Švédsko   | Nashville Predators                   | Västerås Jr. (Švédsko)               |
| 207 | Benjamin Breault (Centr)         | Kanada    | Buffalo Sabres                        | Baie-Comeau Drakkar (QMJHL)          |
| 208 | Kyle Henegan (Obránce)           | Kanada    | New Jersey Devils                     | Shawinigan Cataractes (QMJHL)        |
| 209 | Per Johnsson (Útočník)           | Švédsko   | Calgary Flames                        | Färjestads BK Jr. (Švédsko)          |
| 210 | Will O'Neill (Obránce)           | USA       | Atlanta Thrashers (z Dallasu)         | Tabor Academy (NEPSAC)               |
| 211 | Erik Condra (Pravé křídlo)       | USA       | Ottawa Senators                       | Notre Dame (NCAA)                    |
| 212 | Logan Pyett (Obránce)            | Kanada    | Detroit Red Wings                     | Regina Pats (WHL)                    |
| 213 | Justin Krueger (Obránce)         | Německo   | Carolina Hurricanes                   | Cornell University (NCAA)            |
| 214 | Brian D'Alesandro (Pravé křídlo) | USA       | Phoenix Coyotes                       | Sarnia Sting (OHL)                   |

## Draft podle národností
| Pořadí | Stát            | Výběry | Podíl |
| ------ | --------------- | ------ | ----- |
|        | Severní Amerika | 144    | 67.6% |
| 1      | Kanada          | 84     | 39.4% |
| 2      | USA             | 60     | 28.2% |
|        | Evropa          | 70     | 32.4% |
| 3      | Švédsko         | 17     | 8.0%  |
| 4      | Rusko           | 15     | 7.0%  |
| 5      | Finsko          | 14     | 6.6%  |
| 6      | Česko           | 8      | 3.8%  |
| 7      | Německo         | 4      | 1.9%  |
| 7      | Švýcarsko       | 4      | 1.9%  |
| 9      | Slovensko       | 3      | 1.4%  |
| 10     | Rakousko        | 2      | 0.9%  |
| 10     | Lotyšsko        | 2      | 0.9%  |
| 12     | Slovinsko       | 1      | 0.4%  |